# Rudolf VII van Baden
Rudolf VII van Baden (overleden in 1391) was van 1372 tot 1391 samen met zijn broer Bernhard I markgraaf van Baden-Baden. Hij behoorde tot het huis Baden.

## Levensloop
Rudolf VII was de tweede zoon van markgraaf Rudolf VI van Baden-Baden en Mathilde van Sponheim. Na de dood van zijn vader in 1372 werd Rudolf VII samen met zijn oudere broer Bernhard I markgraaf van Baden-Baden.
Nadat de broers volwassen waren verklaard, sloten ze in 1380 een erfverdrag waarin ze afspraken dat het markgraafschap Baden-Baden in niet meer dan twee stukken verdeeld mocht worden. Daarna behield Rudolf VII de zuidelijke gebieden rond de steden Ettlingen en Rastatt en Bernhard I de noordelijke gebieden rond de steden Durlach en Pforzheim.
In 1380 gaf Rudolf VII de stad Rastatt een nieuwe grondwet die de stad een verregaande vorm van zelfbestuur schonk. Rastatt, dat een beduidende wijn-, hout- en zoutmarkt had, kreeg hierbij een gemeenteraad van twaalf leden en een burgemeester. De rechtspraak kwam in handen van een door de markgraaf benoemde landdrost die twaalf rechters uit de burgerij aan zijn zijde kreeg. De zoutmarkt, die in Rastatt een monopolie had, was zo beduidend, dat de markgraven van Baden-Baden kapitaalaandelen hadden in de zoutgroothandel. 
Hij stierf ongehuwd en kinderloos, waardoor zijn bezittingen van het markgraafschap Baden-Baden na zijn dood in 1391 terugvielen naar zijn broer Bernhard I.